# Kung Midas (film)
Kung Midas (även Det gyllene fingret; engelska: The Golden Touch) är en amerikansk animerad kortfilm från 1935. Filmen ingår i Silly Symphonies-serien.

## Handling
Kung Midas är en rik man som bara tänker på guld. En dag får han besök av en alv som kan förvandla allt till guld. Kungen blir genast förtjust i tanken och önskar att han också kunde förvandla allt till guld. Alven uppfyller kungens önskan men varnar samtidigt kungen om att det skulle bli en förbannelse över honom.
Till en början är kungen överlycklig, men inser sedan problematiken när hans mat också förvandlas till guld. Han kallar på alven och lovar att ge den allt han har, bara alven upphäver förbannelsen.

## Om filmen

### Produktion
Animatören Max Fleischer hade filmen som inspirationskälla när han producerade sin kortfilm Greedy Humpty Dumpty som kom ut 1936.
Filmen var ett försök av Walt Disney att regissera en tecknad film, vilket han inte hade gjort på länge.
Disney blev i efterhand inte nöjd med filmen, då han ansåg att den var för långsam och att figurerna var för styvt animerade. Detta var den sista filmen som Walt Disney själv regisserade.

### Svenska utgivningar
Filmen hade svensk premiär den 14 oktober 1935 och visades på biografen London i Stockholm.
Filmen har givits ut på DVD och finns dubbad till svenska.

## Rollista
| Roll       | Originalröst          | Svensk röst  |
| Kung Midas | Billy Bletcher        | Gunnar Uddén |
| Guldis     | Mary Moder            | Anders Öjebo |
| Fåglar     | Purv Pullen Toby Wing | ingen röst   |